# (3389) Sinzot
(3389) Sinzot es un asteroide perteneciente al cinturón de asteroides, descubierto el 25 de febrero de 1984 por Henri Debehogne desde el Observatorio de La Silla, Chile.

## Designación y nombre
Designado provisionalmente como 1984 DU. Fue nombrado Sinzot en homenaje al apellido de la abuela materna del descubridor.